# خاویر لیروی
خاویر لیروی (فرانسوی: Xavier Leroy‎؛ زادهٔ ۱۵ مارس ۱۹۶۸) دانشمند در زمینه علوم رایانه اهل فرانسه است.